# Twardzina

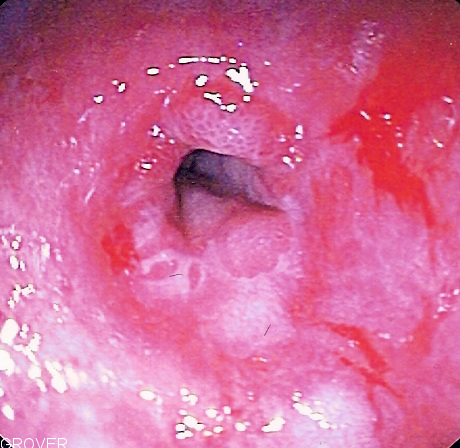
Obraz endoskopowy zwężenia przełyku blisko jego połączenia z żołądkiem. Zwężenie jest spowodowane przewlekłym refluksem żołądkowo-przełykowym. Jest to jedna z najczęstszych przyczyn dysfagii (trudności w połykaniu) w sklerodermii.

Twardzina, sklerodermia (łac. scleroderma) – rzadka, przewlekła choroba charakteryzującą się stwardnieniem skóry i tkanek w wyniku nadmiernego gromadzenia kolagenu. W konsekwencji dochodzi do niewydolności narządów, zaburzeń morfologii i następującej dysfunkcji naczyń krwionośnych. Choroba ta jest spowodowana występowaniem przeciwciał przeciwko wielu antygenom, w tym topoizomerazie oraz centromerom (w CREST), co jest skutkiem zaburzeń immunologicznych również występującym w tej chorobie. 
Zmiany skórne charakteryzują się twardymi, wyraźnie odgraniczonymi ogniskami barwy porcelanowej. Początkowo są one otoczone obwódką barwy fiołkowej, a następnie ulegają przebarwieniu i zanikowi.

## Etiologia
Etiologia nie została poznana. Rolę odgrywają pewne czynniki, wśród których wyróżnia się:
- czynniki genetyczne
- czynniki hormonalne - choroba częściej występuje u kobiet, co wskazuje na rolę hormonów płciowych w rozwoju choroby
- czynniki środowiskowe - ekspozycja na niektóre z czynników chemicznych używanych w przemyśle m.in. węglowodory aromatyczne, ponadto wyróżnia się substancje mogące wywołać zmiany twardzinopodobne - silikon, chlorek winylu[2]

## Patogeneza
W patogenezie rolę odgrywają:
- włóknienie tkanek, skóry i narządów wewnętrznych - proces zachodzi w wyniku nadmiernej syntezy kolagenu przez fibroblasty (tzw. fibroblasty twardzinowe) pod wpływem wytwarzanych cytokin
- zajęcie naczyń krwionośnych - jest to przyczyna występowania teleangiektazji, objawu Raynauda, zgrubienia naczyń krwionośnych z następującym rozwojem nadciśnienia płucnego
- zaburzenia immunologiczne - w osoczu obecne są przeciwciała ANA, natomiast w narządach nacieki limfocytarne[2]

## Postacie kliniczne
- Postać ograniczona (ang. limited systemic sclerosis, lSSc, dawniej "zespół CREST") przewlekła, względnie łagodna postać, którą opisuje akronim CREST[3] od: Calcinosis (ogniskowych wapnień), objaw Raynauda, Esophageal dysmotility (zaburzenia czynności przełyku), Sclerodactylia (stwardnienie skóry palców) i Teleangiectasia (poszerzenia drobnych naczyń).
- Postać uogólniona (ang. diffuse systemic sclerosis, dSSc)
- Twardzina układowa bez zmian skórnych
- Zespół nakładania
- Zespół dużego ryzyka rozwoju twardziny układowej

## Klasyfikacja ICD10
| kod ICD10     | nazwa choroby                                                  |
| ------------- | -------------------------------------------------------------- |
| ICD-10: M34   | Twardzina układowa                                             |
| ICD-10: M34.0 | Postępująca twardzina uogólniona                               |
| ICD-10: M34.1 | Zespół CR(E)ST                                                 |
| ICD-10: M34.2 | Twardzina układowa indukowana lekami i środkami chemicznymi    |
| ICD-10: M34.8 | Inne postacie stwardnienia układowego                          |
| ICD-10: M34.9 | Nieokreślona twardzina układowa                                |
| ICD-10: L94   | Inne ograniczone choroby tkanki łącznej                        |
| ICD-10: L94.0 | Twardzina ograniczona (morphea)                                |
| ICD-10: L94.1 | Twardzina linijna na głowie podobna do blizny po cięciu szablą |